# Pulkkila
Pulkkila is een voormalige gemeente in de Finse provincie Oulu en in de Finse regio Noord-Österbotten. De gemeente had een totale oppervlakte van 381 km2 en telde 1751 inwoners in 2003.
In 2009 is de gemeente bij Siikalatva gevoegd.